# Halajot Guedolot
Halajot Guedolot (en hebreo: הלכות גדולות) es una obra literaria y un código legal judío escrito durante la época de los sabios Gueonim.

## Naturaleza del código
El libro Halajot Guedolot es un resumen sistemático y comprensivo de las leyes presentes en el Talmud. Aunque en general sigue el orden de los tratados del Talmud, une varias leyes que están espacidas por el Talmud según su orden lógico, y contrariamente al procedimiento adoptado en la Mishná y la Guemará, primero establece el principio general antes de entrar en los detalles. 
También asigna nuevos nombres a ciertos grupos de leyes, y resume algunas leyes (como las relacionadas con los sacrificios y las que se aplican a los sacerdotes) que ya no se observan tras la destrucción del segundo Templo de Jerusalén. 
Las decisiones legales del libro se basan en el Talmud y en los principios halájicos establecidos por los rabinos. La obra se basa en el Talmud de Babilonia, pero el autor también utiliza en cierta medida el Talmud de Jerusalén, al cual él se refiere como el Talmud de Occidente. 
Otras fuentes son la responsa rabínica de los sabios Gueonim de Babilonia, y una obra literaria halájica de la misma época llamada: Sefer ha-Maasim shel Benei Eretz Yisrael.
La obra Halachot Guedolot se expandió por las comunidades judías, y en con el paso del tiempo se incorporaron las decisiones de Yehudai Gaon y de otros sabios de una fecha posterior. Las autoridades rabínicas más antiguas, a menudo citaban extractos de esta obra que son distintos, o que están totalmente ausentes de la obra existente.
El libro Halajot Guedolot tiene una introducción, que está principalmente dirigida contra los caraitas y otros que rechazaban la ley oral. Tiene dos partes, una incluye declaraciones basadas en la Agadá y diversas alabanzas a la Torá y sus estudiantes, mientras que la otra parte de la obra enumera por vez primera, los 613 mandamientos (mitzvot) mencionados en el Talmud.
Estos mandamientos están clasificados según el grado de castigo por transgredir las diferentes mitzvot. Esta lista incluye 365 mandamientos negativos, y 248 mandamientos positivos. Esta lista fue severamente criticada por Maimónides en su obra Sefer Hamitzvot el libro de los mandamientos, pero fue defendida por Nahmánides.